# Garlstorf
Garlstorf ist eine Gemeinde im Landkreis Harburg in Niedersachsen.

## Geografische Lage
Garlstorf liegt ca. 5 km östlich des Naturschutzgebietes Lüneburger Heide zwischen den Tälern der Luhe und der Aue im angrenzenden Landschaftsschutzgebiet Garlstorfer Wald und weitere Umgebung. Die Gemeinde gehört der Samtgemeinde Salzhausen an, die ihren Verwaltungssitz in der Gemeinde Salzhausen hat.

## Geschichte
Garlstorf wurde 1192 erstmals urkundlich erwähnt. Um 1220 wurde der Ort Gerlevestorp ex illa parte Luneborch und um 1270 Gerlevesdorp genannt. Die Edelherren von Meinersen gaben um 1220 den Zehnt als Lehen an den Sohn des Vogtes Zviker.

## Politik

### Gemeinderat
Der Rat der Gemeinde Garlstorf setzt sich aus 11 Ratsfrauen und Ratsherren zusammen. Die letzten Gemeinderatswahlen ergaben folgende Sitzverteilungen:
| Wahljahr                                            | GFG | SPD | Einzel | Gesamt   |
| 2011                                                | 11  | ‒   | ‒      | 11 Sitze |
| 2016                                                | 8   | 2   | 1      | 11 Sitze |
| 2021                                                | 9   | 2   | ‒      | 11 Sitze |
| _______________ Einzelbewerber 2016: Stefan Konkoly |     |     |        |          |

Stand: Kommunalwahl am 12. September 2021

### Bürgermeister
Der ehrenamtliche Bürgermeister Horst-Günter Jagau wurde am 9. September 2001 gewählt.

## Wirtschaft und Infrastruktur

### Verkehr
Zur A 7, die im Westen der Gemeinde liegt, ist es ca. 1 km. Zudem liegt Garlstorf an der Bahnstrecke Winsen–Hützel, die vorwiegend im Güterverkehr befahren wird.

## Persönlichkeiten
- Albert Eichhorn (* 1856 in Garlstorf; † 1926 in Braunschweig), evangelisch-lutherischer Theologe, Hochschullehrer